# SN 2001be
SN 2001be – supernowa typu Ia odkryta 20 kwietnia 2001 roku w galaktyce A095251-2034. W momencie odkrycia miała maksymalną jasność 21,10m.